# Augustin Perier
Pour les articles homonymes, voir Périer.
Pour les autres membres de la famille, voir Famille Casimir-Perier.
Augustin Charles Perier est un négociant, industriel et homme politique français né à Grenoble (Isère) le 12 mai 1773 et mort au château de Frémigny à Bouray-sur-Juine (Seine-et-Oise, actuel département de l'Essonne) le 2 décembre 1833.

## Biographie
Aîné des huit fils de Claude Perier (1742-1801), riche banquier et industriel d'origine dauphinoise, frère de Casimir Perier (1777-1832), Augustin Perier fut élève à l’École centrale de Grenoble en 1796, ensuite à l'École polytechnique (en 1798), puis à l’École des mines (en 1800),. Puis, il reprit les manufactures de toiles fondées par son père. Il devint l'un des plus riches négociants de Grenoble et contribua à la fondation de la Banque Perier à Paris. Il fut président du tribunal de commerce de Grenoble et membre de la chambre consultative des manufactures, arts et métiers de cette ville.
En mai 1798, il épousa Louise Henriette (dite Églantine) de Berckheim (1772-1863), fille de Frédéric Philippe de Berckheim. Ils eurent cinq enfants dont trois filles, toutes les trois mortes de tuberculose :
- Camille Octavie Joséphine Fanny Perier (1800-1826), qui épousa le comte Charles de Rémusat ;
- Alexandrine Octavie Camille Perier (1801-1824) ;
- Adolphe Joseph Scipion Perier (1802-1862), banquier, qui épousa Nathalie de La Fayette, petite-fille du marquis de La Fayette ;
- Marie Amélie Perier (1806-1827) ;
- Eugène Fortunat Paul Perier (1809-1849), diplomate.

Le 13 mai 1815, il fut élu représentant du commerce et de l'industrie à la Chambre des Cent-Jours par le grand collège du Rhône et siégea dans la majorité. De nouveau candidat aux élections législatives le 25 février 1824 dans le 1er arrondissement électoral de l'Isère (Grenoble), il échoua, mais il fut élu député par le même collège le 16 novembre 1826. Le même jour, il fut également élu dans le 2e arrondissement du même département et dans le 4e arrondissement. Il opta pour Grenoble et siégea au centre gauche. Il dénonça, avec une vivacité de parole remarquable mais difficile à suivre, les actes arbitraires de l'administration lors des élections, apostropha Alexis de Noailles en lui disant qu'on ne pouvait être à la fois courtisan et député, fut rapporteur de la commission des comptes et signa l'adresse des 221 contre le ministère Polignac.
Élu le 23 juin 1830, il contribua à l'établissement de la monarchie de Juillet. Il fit partie de la commission chargée de la révision de la Charte, prit part aux discussions des lois municipale et départementale et, dans le débat sur la nouvelle loi électorale, s'opposa à l'abaissement du cens à 200 francs. Il fut le rapporteur de la loi du 8 février 1831 qui alloua un traitement aux ministres du culte israélite et consacra ainsi l'égalité des différents ministres des cultes au point de vue des traitements
Ayant échoué aux élections du 5 juillet 1831 dans le 1er arrondissement de l'Isère, il fut nommé pair de France le 16 mai 1832. En 1832, il avait fait l'acquisition du château de Frémigny à Bouray-sur-Juine, où il mourut peu après d'une attaque d'apoplexie.
Il est enterré au cimetière du Père-Lachaise (27e division),.

## Distinctions
- Chevalier de la Légion d'honneur (1814)[2]

### Sources
- « Augustin Perier », dans Adolphe Robert et Gaston Cougny, Dictionnaire des parlementaires français, Edgar Bourloton, 1889-1891 [détail de l’édition]